# Большак (Рязанская область)
Большак — поселок в Скопинском районе Рязанской области. Входит в Побединское городское поселение.

## География
Находится в западной части Рязанской области на расстоянии приблизительно 7 км на юг-юго-запад по прямой от железнодорожного вокзала в городе Скопин.

## История
Поселок образовался в 1929 году, во время коллективизации был организован одноименный колхоз. Картографическое подтверждение существования поселка было дано в 1941 году.

## Население
Численность населения: 79 человек в 2002 году (русские 99 %), 81 в 2010.